# 爪白癬
爪白癬（つめはくせん）とは、爪へと白癬菌が侵入して、爪にまで白癬菌が巣喰った病態、すなわち、真菌感染症の1つである。しばしば、手足の白癬が進行して、爪白癬に至る。俗に爪水虫（つめみずむし）という。水虫といえば、かつての日本では中高年の男性の病気とされていたものの、誰でも罹患し得る病気であり、女性も革靴やブーツを履くため例外ではなくなった。

## 概要

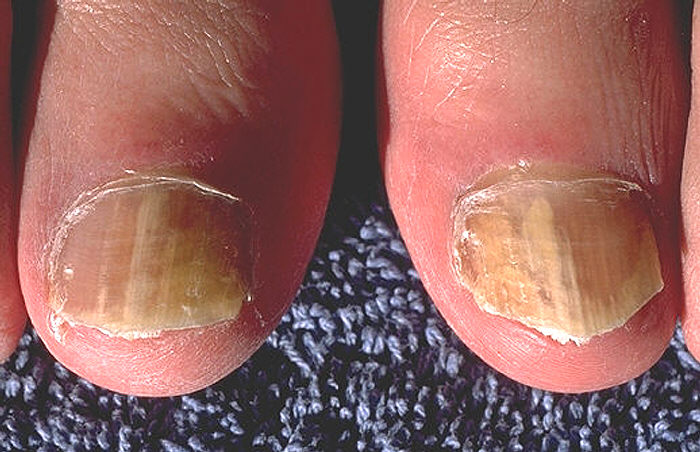
爪白癬が発生した足の爪。

白癬の患者は、行く先々で白癬菌を拡散しており、これが他者の身体に付着する場合もある。しかし、それを適切な頻度で洗い流していれば、免疫力が充分にあれば、簡単には白癬にならない。ところが、身体を洗う際などに爪の周囲を清浄にすることを怠っていると、そこに白癬菌が付着していた場合には、爪にも白癬菌が巣喰う場合がある。これが爪白癬である。
もっとも、白癬菌はセリンプロテアーゼを産生して、角質層や毛髪や爪を分解しながら、分解産物を自身の栄養にできる真菌であるため、手足の白癬が進行し、爪にまで白癬菌が勢力を広げる場合が目立つ。つまり、最初は爪ではなく、爪と隣接する指に白癬菌が巣喰い、そこから爪へも感染するのである。特に、長時間ブーツなどの通気性の悪い靴を履き続けて汗をかいたり、雨などにより水で濡れて、多湿の状態が保たれていると、そこに白癬菌がいた場合には、感染しやすくなる。
真菌はヒトと同じ真核生物であり、真菌を攻撃するための抗真菌薬を使用すると、しばしばヒトにも有害な作用を引き起こす。したがって、特に抗真菌薬を内服する場合には、副作用の発現に注意する必要がある。
また、抗真菌薬にはシトクロムP450酵素を阻害する薬が多く、他にも薬を使用している場合には、薬物相互作用にも注意が必要である。例えば、分子構造中にイミダゾール環やトリアゾール環を持つ抗真菌薬、すなわち、アゾール系抗真菌薬は、lanosterol C-14 demetyylase（別名、P45014DM）を阻害する作用を持つわけだが、ヒトが持つシトクロムP450酵素も阻害する。シトクロムP450酵素は、ヒトにおいて薬物の代謝に関わっており、使用した薬物が異常高濃度になる。
なお、完全治癒率は内服薬より低いものの、副作用や薬物相互作用を避けるために、外用薬の抗真菌薬を使って治療する場合もある。ただし、爪白癬に至っていると、容易には白癬菌を追い出せず、爪の伸びる速度が遅いと、抗真菌薬を1年間以上使用し続けねばならない事例もある。患者は、白癬菌を追い出すまでの間、抗真菌薬を定期的に使用し、かつ、感染部位の清浄性を保つようにし続けねばならない。

## 症状
爪白癬になっても、軽症例では爪の色が白っぽくなるだけで、特に自覚症状が無い場合もある。しかし、白癬菌の感染が広がるにつれて、爪全体の色が、白色・黄色・黒色などに変色する。さらに、白癬菌が感染した爪は、やや盛り上がり、脆くてボロボロと崩れやすくなってくる。それにより、周囲に白癬菌を拡散し、他の指を含めて、新たな部位での白癬の原因となる。
また、爪が生成される箇所ような、皮膚の深部にまで白癬菌の感染が達する場合もある。白癬菌の感染部位が拡大すると痛みが出てきて、靴を履けなくなったり、歩き難くなったりするなど、日常生活に支障を来たす。
なお糖尿病などで、末梢に血行不良や免疫力の低下が起きている場合には、壊疽の原因になり得る。壊疽が起きれば、その部位を切断しなければならない。
また、生活空間を共にする以上、同居者にも白癬を感染させるため、早期治療が望まれる。

## 診断
臨床的評価、KOH(水酸化カリウム)直接鏡検査、培養またはポリメラーゼ連鎖反応（PCR）検査、PAS（過ヨウ素酸シッフ染色）染色による病理組織学的検査がある。

### 注意点
- 正確な診断をするために、市販の抗真菌剤などを塗る前に、皮膚科を受診する。塗布した場合は、中止後2週間程度の期間を開けてから受診する。

## 治療法

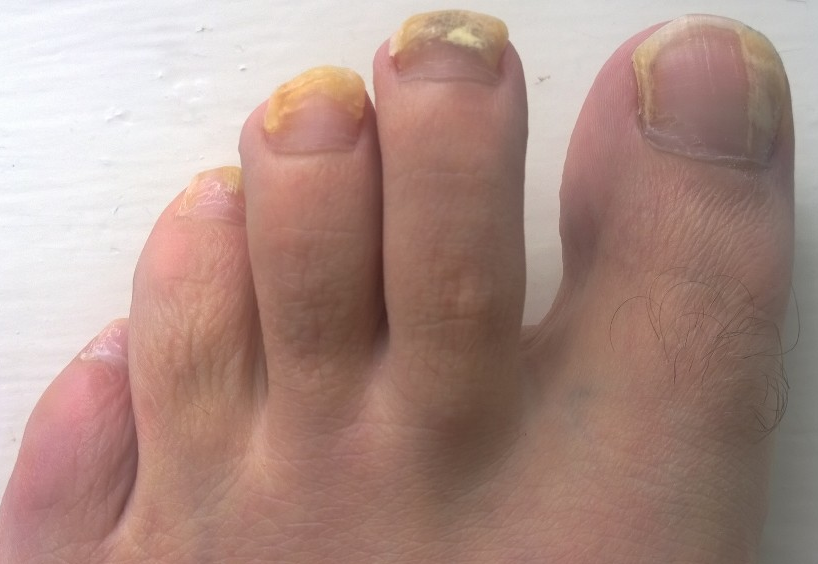
テルビナフィンを毎日服用し続けて10週間後。新たに生えてきた部分の爪が、健康な (ピンク色の) 爪の成長帯が見られる。

爪白癬の治療には、若年者では半年、中高年では1年から1年半かかる場合もある。これは白癬菌が巣喰っている箇所の爪が、生え変わる速度の違いが関係するからである。ただ、おおよその目安として、手の場合6か月、足の場合12か月で、爪は完全に生え変わる。ただし、生え変わりまでの期間は指によって異なり、親指は早く、小指は遅い。また、爪の長さや、爪の生え変わりの速度などには個体差が見られるため、気長に根気良く、適切な治療を続ける必要がある。
まず、白癬菌の侵された爪を可能な範囲で爪切りで切断する。切断した爪は白癬菌の感染源なので、適切に処理しなければならない。また、患部の適切なスキンケアや、白癬菌の感染が発生しやすい環境の是正などが求められる。
その上で、大きく分けて、外用の抗真菌薬を使用する方法と、経口投与用の抗真菌薬を内服する方法の2つがある。なお、外用薬よりも内服薬の方が向く状態の爪白癬もある一方で、内服薬が無効な爪白癬に外用薬が有効な場合もある。したがって、爪白癬の状態に合わせて、適切な剤形の抗真菌薬を選択することが重要である。

### 内服薬
爪の内部の深い場所まで白癬菌に侵されている場合には、抗真菌薬を経口投与する。しかし、抗真菌薬の内服薬は、副作用が許容できる範囲であるかどうかの確認のために、血液検査が時々必要とされる。抗真菌薬を内服すると、特に肝臓に機能障害が比較的発生しやすいことが知られており、その指標として、肝臓からの逸脱酵素などを調べるのである。
- イトラコナゾール - 1日400mgを2回に分割（1回量200mg）して、1週間飲み続けたあと3週間休薬するのを3セット（12週間）行う「パルス療法」で、治癒率は30パーセントといわれる[2]。禁忌は肝障害、妊婦。また薬物相互作用として、CYP3A4を強力に阻害するため、併用禁忌薬が多数ある[2]。
- テルビナフィン - 1日1回内服。治験では3か月の連続投与で、治癒率は50パーセント程度[2]。肝機能障害以外に、造血障害も発生しやすいので、血液検査が必須[2]。CYP2D6を阻害する。なお、テルビナフィンには外用薬も存在する。
- ホスラブコナゾール（英語版） - 1日1回内服。治験における成績は、3か月服用し1年後の完全治癒率が59.4パーセント[3][4]。妊婦は禁忌。CYP3Aを阻害する。イトラコナゾールより、CYP3A4の阻害作用が弱い[4]。
- グリセオフルビン - 感受性のある真菌に対して、形態異常を引き起こす内服薬である[5]。ただし、副作用の問題や新薬の登場もあり、2008年に日本での生産を終了した。

2014年のシステマティックレビューでは、テルビナフィンのほうがグリセオフルビンよりも有効であり、テルビナフィンとイトラコナゾールでは、比較するために適切となるような大人数の研究が欠けていた。

### 外用薬
経口投与用の抗真菌薬が使用禁忌の条件に当てはまっていたり、副作用が問題になったり、他の疾患も抱えた患者が別な薬剤も使用している場合に相互禁忌が問題になる場合でも、外用の抗真菌薬であれば使用できる。抗真菌薬を外用することで、白癬菌の感染範囲の拡大を防げるが、内服薬より治癒率は悪い。なお、塗り薬の場合、塗布後に手を充分に洗わないでいるなど不適切な扱いを行うと、手にも白癬菌が感染する恐れがあるため、適切な手洗いが求められる。
- 10パーセントエフィナコナゾール - 治験での完全治癒率は、エフィナコナゾールを12か月使用した場合で14.6パーセントであった[8]。ただし、エフィナコナゾールの国際的な治験は中等度の症状まで行われたため、重症では治療成績は不明である[2]。添付文書において1日1回使用すると定められている。
- 5パーセントルリコナゾール - 治験での完全治癒率は、ルリコナゾールを13か月した場合で17.8パーセントであった[8]。日本では2015年に承認され、エフィナコナゾールより安価[2]。添付文書において1日1回使用すると定められている。
- 5パーセントサリチル酸 - 一般医薬品として薬局等で販売されている[9]。

研究事例
イオントフォレシス（イオン導入）で爪に外用薬を浸透させた場合、50日間程度、白癬菌の増殖阻害作用を持つ最小発育阻止濃度を保った。